# Tall Awar
Tall Awar (arab. تل اعور) – wieś w Syrii, w muhafazie Idlib. W 2004 roku liczyła 601 mieszkańców.